# Saint-Pantaly-d'Ans
Saint-Pantaly-d'Ans è un comune francese di 163 abitanti situato nel dipartimento della Dordogna nella regione della Nuova Aquitania.

## Società

### Evoluzione demografica
Abitanti censiti